# آنیکو کانتور
آنیکو کانتور (مجاری: Anikó Kántor؛ زادهٔ ۲۶ مارس ۱۹۶۸) بازیکن هندبال اهل مجارستان است.